# Linia kolejowa Brześć Południowy – Włodawa
Linia kolejowa Brześć Południowy – Włodawa – linia kolejowa na Białorusi łącząca stację Brześć Południowy ze ślepą stacją Włodawa.
Linia położona jest w obwodzie brzeskim: w Brześciu i w rejonie brzeskim.
Linia na całej długości jest niezelektryfikowana i jednotorowa.

## Historia
Linia powstała w 1887 jako część linii Brześć - Chełm i do końca I wojny światowej leżała w Rosji. W latach 1918–1945 położona była w Polsce, następnie w Związku Sowieckim (1945 - 1991). Od 1991 leży na Białorusi.
3 września 1939 Niemcy zbombardowali most na Bugu, który nigdy nie został odbudowany. W 1945 korytem Bugu przebiegła polsko-sowiecka granica państwowa. Zniszczenie mostu oraz przesunięcie granicy spowodowało, że linia pozostała ślepa. 